# 山名正太郎
山名 正太郎（やまな しょうたろう、1894年(明治27年) - 1992年）は、日本の新聞記者。文筆家。

## 生涯
山口県山口市生まれ。学歴不詳。1919年大阪朝日新聞社入社、名古屋支局長、大阪社会部長、日本海新聞社役員兼編集局長、都新聞事業部長、大阪府嘱託（青少年問題協議会）、朝日新聞客員。

## 著書
- 思潮・文献日本自殺情死紀、大同館書店、1928年
- 政談演説の仕方と聴き方、大同館書店、1928年
- 最新指導新聞記事教材研究、大同館書店、1930年
- 自殺に関する研究、大同館、1933年
- 自殺について、北隆館、1949年
- 安楽死、弘文堂 アテネ文庫、1951年
- 帝王の二十四時間、東和社、1951年
- 話の進め方、創元社、1953年
- 手紙の話術、創元社、1954年
- 成功の鍵、六月社、1955年
- 話の運び方、創元社、1955年
- 話術 ズバリ名言で語る話し方、六月社、1955年
- 売込む話術、六月社、1956年
- 話し方百科 式辞・討論・演説・座談、岩崎書店 生活百科双書、1957年
- 人につき合う法、六月社、1958年
- 性格の発見 あなたはそこにいる、創元社、1959年
- 帝王 栄光と人間、社会思想研究会 現代教養文庫、1959年
- 話術全書、六月社、1961年
- 28歳からの地位づくり、創元社、1962年
- 読心術入門、雪華社、1962年
- 高価な言葉、六月社、1963年
- 墓と文明、雪華社、1963年
- 世界自殺物語、雪華社、1964年
- 筆跡による性格診断、創元社、1964年
- 会社勤めの秘言名言、編 六月社、1965年
- 経営の秘言名言、編 六月社、1965年
- ひげ、秋田書店 サンデー新書、1965年
- 数を使った言葉の事典、徳間書店、1967年
- 世界自殺考、雪華社、1970年
- 青春の自殺、大陸書房、1975年
- ニッポン亡国論 亡国を知らざればこれ亡国なり、住宅新報社、1976年
- 馬鹿の博物誌、住宅新報社、1976年
- 死についての百話 こんなたくさんの死に方がある、大蔵出版、1981年
- 東西ヒゲ人物伝、雪華社、1982年
- お名前おもしろ草紙、論創社、1983年
- 死のロマン、大蔵出版、1985年
- 屁珍臭匂臭(マルヘチンプンカンプン）、泰流社、1986年
- ネコおもしろ読本、泰流社、1987年
- 悪口冗談じてん、蒼洋社、1987年

## 参考
- 『屁珍臭匂臭』『世界自殺考』著者紹介